# Escapade (lied)
Escapade is de derde single van de Amerikaanse r&b/pop-zangeres Janet Jackson, afkomstig van haar vierde studioalbum, Janet Jackson's Rhythm Nation 1814 uit 1989.

## Informatie
De in 1990 uitgebrachte single was geïnspireerd door Nowhere to Run van Martha & The Vandellas uit 1965. Jackson zou het eigenlijk coveren maar besloot, op een voorstel ven Jimmy Jam & Terry Lewis, een geheel nieuw nummer op te nemen met hetzelfde gevoel.

## Hitlijsten
De single werd de tweede Amerikaanse Billboard Hot 100 nummer 1-hit van het album Rhythm Nation 1814 en slaagde er ook in om in de r&b- en dance-hitlijsten nummer 1 te veroveren. De single kreeg een gouden status in de V.S. wat gelijkstaat aan een verkoop van 500.000 exemplaren. De muziekvideo was een carnavalachtige video waarin Janet met een onbekende man flirtte. Tussendoor passeerden choreografie, gedaan door de dansers die haar vergezelden tijdens haar Rhythm Nation World Tour.
Dit nummer deed ze tijdens de American Music Awards in 1990, waar ze andermaal een beeldje in ontvangst mocht nemen.

## Officiële versies/remixes
- Album Version – 4:44
- Instrumental – 4:09
- Hippiapolis Mix – 4:28
- Hippiapolis Dub – 4:25
- The Get Away 7" – 4:42
- The Get Away Dub – 5:16
- We've Got It Made 7" – 4:21
- The Good Time 7" – 4:42
- Shep's Good Time Mix – 7:31
- Shep's Good Time Mix – 7:15 (verschijnt op Duitse cd-single — het stuk van 5:47–6:01 werd weggelaten)
- Housecapade 7" – 4:26
- Shep's Housecapade Mix – 7:55
- Housecapade Dub – 5:42
- I Can't Take No More Dub – 4:57
- One Nation Under a Rhythm Mix – 7:00